# Kreševo
Kreševo – miasto w Bośni i Hercegowinie, w Federacji Bośni i Hercegowiny, w kantonie środkowobośniackim, siedziba gminy Kreševo. W 2013 roku liczyła 1025 mieszkańców, z czego większość stanowili Chorwaci.